# Avèze (Gard)
Avèze is een gemeente in het Franse departement Gard (regio Occitanie). De plaats maakt deel uit van het arrondissement Le Vigan. Avèze telde op 1 januari 2022 1.059 inwoners.

## Geografie
De oppervlakte van Avèze bedroeg op 1 januari 2022 4,14 vierkante kilometer; de bevolkingsdichtheid was toen 255,8 inwoners per km².

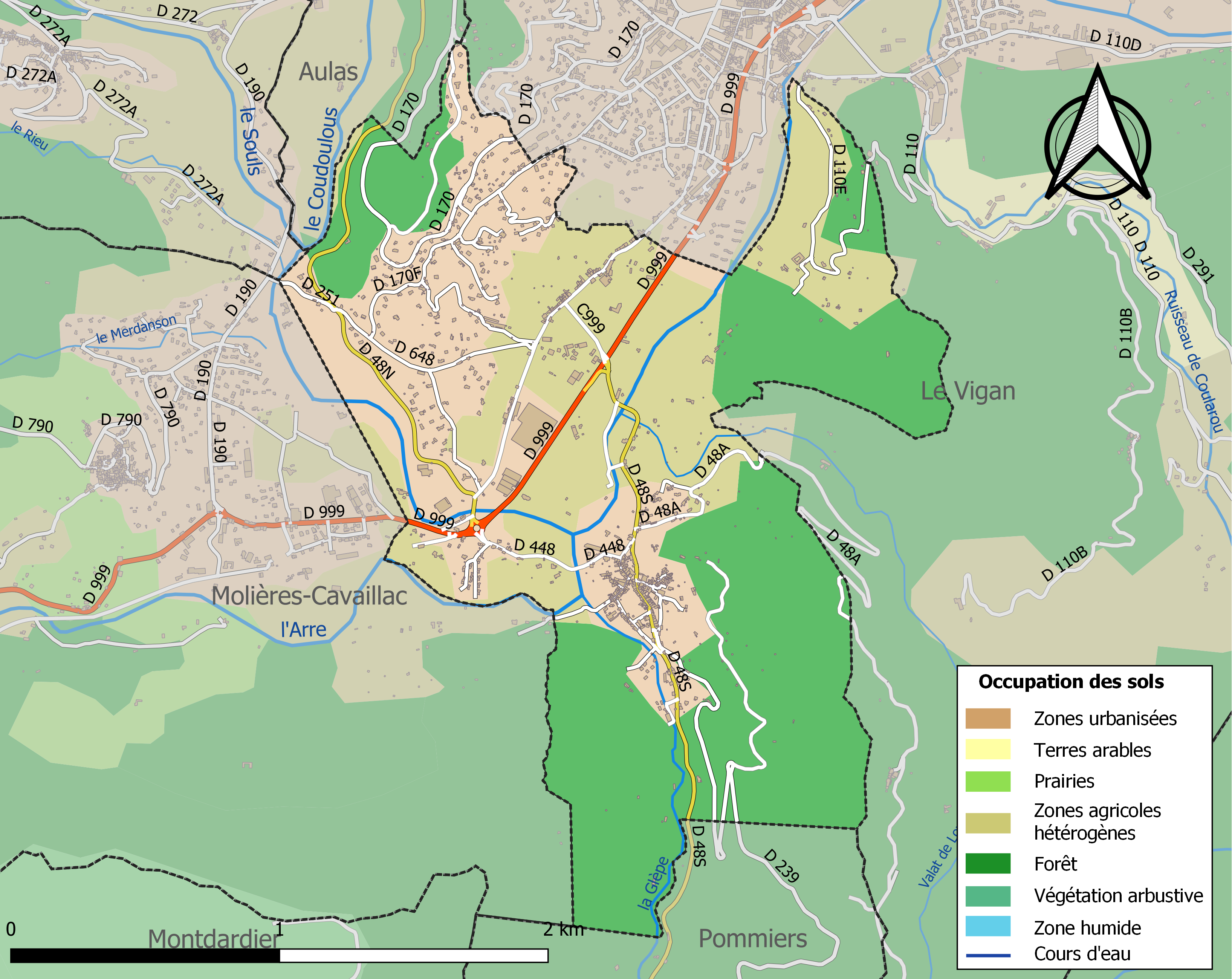
Kaart van de gemeente met belangrijkste infrastructuur, bodemgebruik en omliggende gemeenten

## Demografie
Onderstaande figuur toont het verloop van het inwonertal (bron: INSEE-tellingen).